# قرفص جميل
قرفص جميل (الاسم العلمي:Serranus pulcher) هو نوع من الأسماك يتبع جنس القرفص من الفصيلة القرفصية.